# ویستن
ویستن (به لاتین: Vistən) یک منطقه مسکونی در جمهوری آذربایجان است که در شهرستان لریک واقع شده است.

## جمعیت
ویستن ۹۲۶ نفر جمعیت دارد.

## ریشه واژه
ویست در زبان تالشی به‌معنی عدد بیست (۲۰) است. گیاهی نیز به‌همین نام در زبان تالشی شبیه کنجد در این ناحیه رشد می‌کند.